# Кирххайм унтер Тек
Кирххайм унтер Тек (на немски: Kirchheim unter Teck) е град в Баден-Вюртемберг, Германия, с 40 094 жители (2015). Намира се на ок. 25 km югоизточно от Щутгарт.